# Кларети, Жюль
Жюль Кларети (Клареси, Кларти; фр. Jules Claretie), настоящее имя Арсен Арно Кларети (Arsène Arnaud Claretie; 3 декабря 1840, Лимож — 23 декабря 1913, Париж) — известный французский журналист, публицист, драматург и беллетрист, член Французской академии.

## Биография
Жюль Кларети родился 3 декабря 1840 года в городе Лиможе.
Сначала был сотрудником мелких изданий, газет «Rappel», «Le Figaro» и др. В последние годы империи навлёк на себя несколько громких политических процессов, обнаружением злоупотреблений наполеоновской полиции. После падения Наполеона Кларети было поручено издание бумаг императорской семьи и устройство городских читален.
«Temps» Кларети длительное время помещала остроумные хроники, в которых вопросы дня перемешиваются с интересными воспоминаниями о прошлом. С 1885 г. Кларети занимал пост директора Комеди Франсэз. По характеру своего таланта Кларети прежде всего журналист, умеющий ярко осветить всякий вопрос дня, не стараясь заглянуть в глубину его. Он написал множество романов, повестей, драматических пьес, исторических трудов, мемуаров, критических этюдов и т. д.
Романы его, не имеющие серьёзного художественного значения, пользовались большим успехом у средней публики. Наиболее известные из них: «Les victimes de Paris», «Un Assassin», «Le Renégat», «Le Train № 17», «Les amours d’un interne», «Le Prince Zilah». По своему бульварному характеру и стремлению к сенсационным положениям, романы Кларети принадлежат к одной категории с романами Онэ и других популярных беллетристов, чуждых искания психологической правды.
Из исторических трудов Кларети более известны его этюды о Второй империи («L’Empire, les Bonaparte, et la Cour», «Le champ de bataille de Sédan») и о времени революции («Camille Desmoulins, Lucile Desmoulins et les Dantonistes», «Un enlèvement au XVIII s.» etc.), из литературно-критических — «Ruines et Fantômes», «Petrus Borel le Lycanthrope», «Molière, sa vie et ses oeuvres».